# Isaak ben Meïr aus Düren

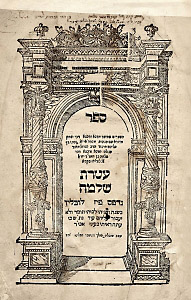
Shaarei Dura des Isaak ben Meïr

Isaak ben Meïr aus Düren war ein deutscher Rabbiner und Dezisor aus der zweiten Hälfte des 13. Jahrhunderts. Sein bekanntestes Werk trägt den Titel schaare dura (halachischer Kodex über Speisegesetze). Das Buch wurde in späteren Jahrhunderten mehrfach aufgelegt, mit Anmerkungen und Erklärungen unter anderem von Israel Isserlein, Salomo Luria und Moses Isserles versehen.